# Jardín Botánico de la isla de Brissago

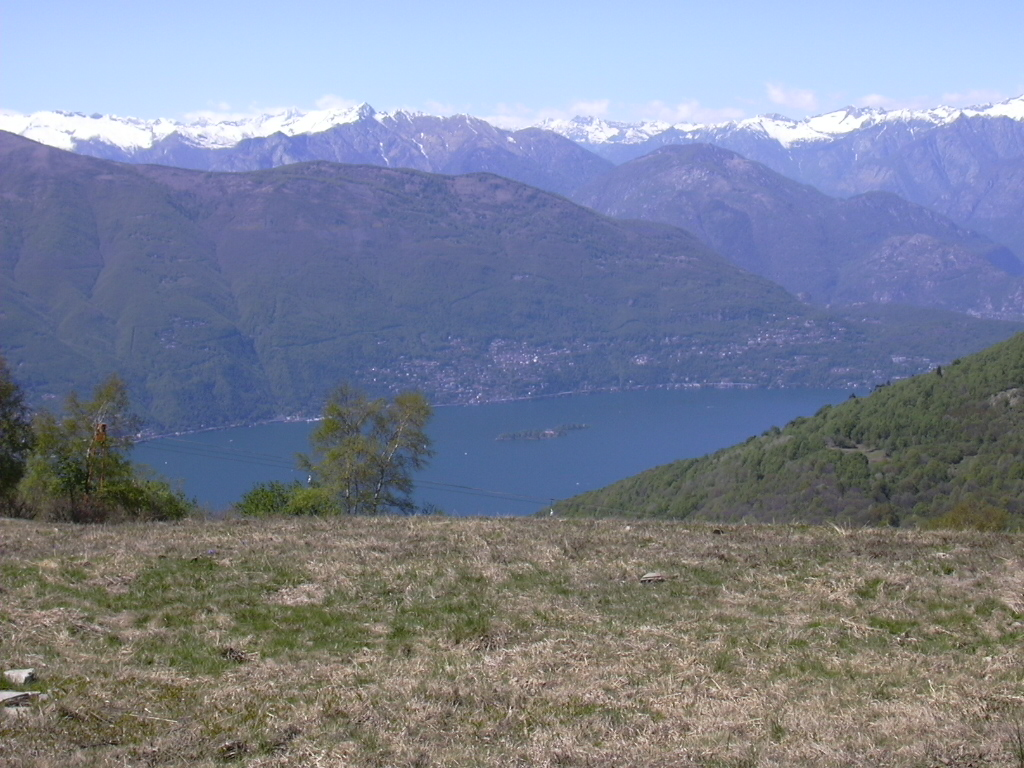
Las islas, con la ciudad de Brissago detrás.

El Jardín Botánico de la isla de Brissago, o en italiano Parco Botanico isole de Brissago, es un jardín botánico que se encuentra en el cantón de Ticino en Suiza, próximo a la orilla septentrional del Lago Mayor, en la frontera con Italia. La superficie total de las dos islas es de 0.03 km² (3 hectares).

## Localización
Las "Isole di Brissago" son un grupo de dos islas ubicadas en la parte suiza del Lago Maggiore, próximo a Ronco sopra Ascona y a Brissago, ambos en el "Distretto di Locarno" del Cantón Ticino.
San Pancrazio (también conocida como "Grande Isola") es la mayor y donde se encuentra el jardín botánico.

## Historia
En 1885, la baronesa Antoinette de Saint-Léger, esposa del banquero irlandésRichard Flemying, se instala en las islas para llevar una vida mundana y transforma las dos islas. Tras la muerte de su marido, el escritor James Joyce visitó la isla y se alojó en la casa. Acorralada por dificultades financieras, las islas se vendieron en 1927.
El nuevo propietario, el comerciante hamburgués Max Emden, hizo construir el edificio actual, la dársena y el baño romano, donde al final de tarde lanzaba una moneda de oro en presencia de bellas mujeres y la sirena que la recogía compartía su intimidad. Mientras tuvo la propiedad de la finca reforzó el cultivo de plantas exóticas.
Las islas pasaron a ser propiedad del cantón en 1949. Se fundó el jardín botánico.

## Colecciones
Debido al suave microclima que hay alrededor del lago mayor, protegido por los Alpes, se pueden cultivar en estas islas plantas subtropicales al aire libre en perfectas condiciones.
El jardín que tiene 2.5 hectáreas de extensión, alberga más de 1500 especies de plantas, que proceden de la región Mediterránea, África del Sur, Asia subtropical, América, y Oceanía.
Junto a la colección de Rhododendron, Azaleas, Camellias hay diferentes especies de Palmeras y Bambús, cipreces calvos, eucaliptus centenarios (plantados por la baronesa de Saint-Léger), cistus de la cuenca mediterránea, y helechos arborescentes.

## Imágenes

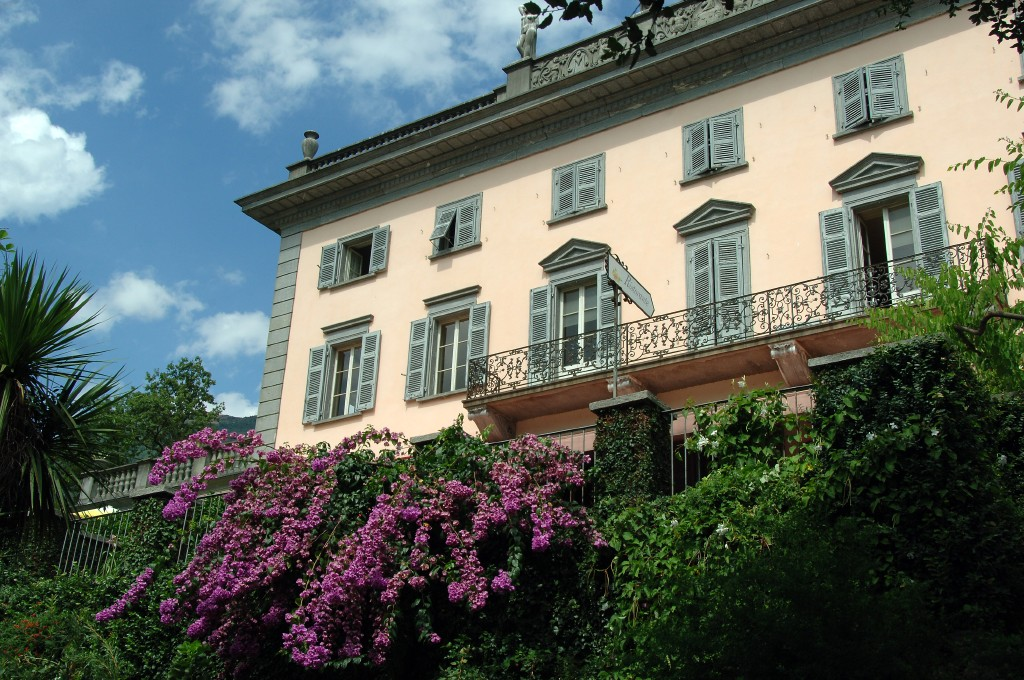
Villa Emden, actualmente con un restaurante y un centro de exposiciones
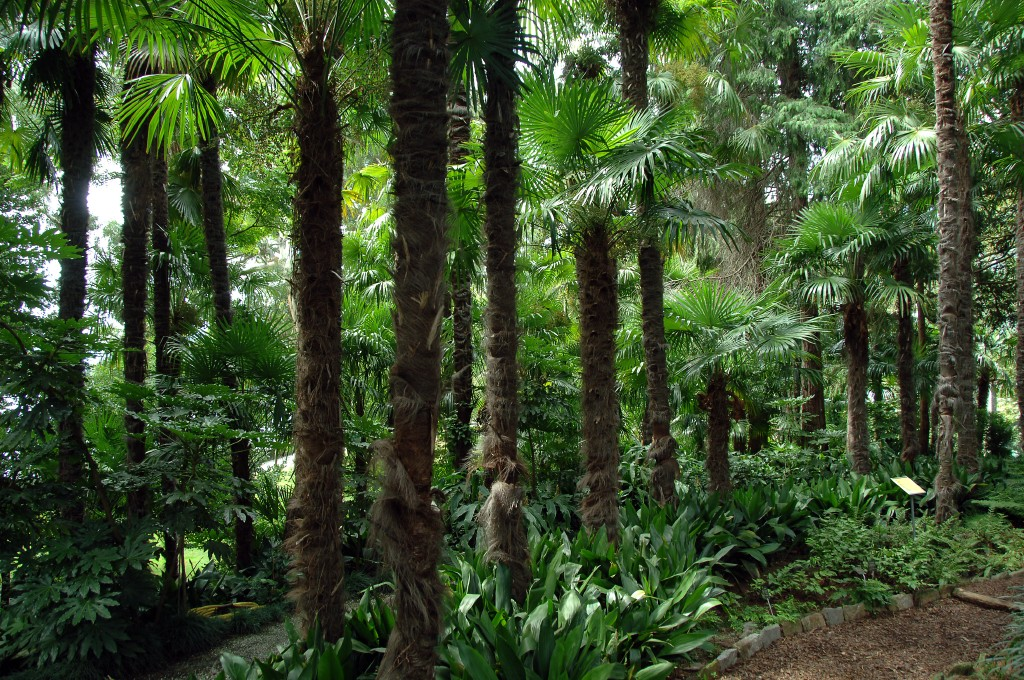
Bosque de palmeras
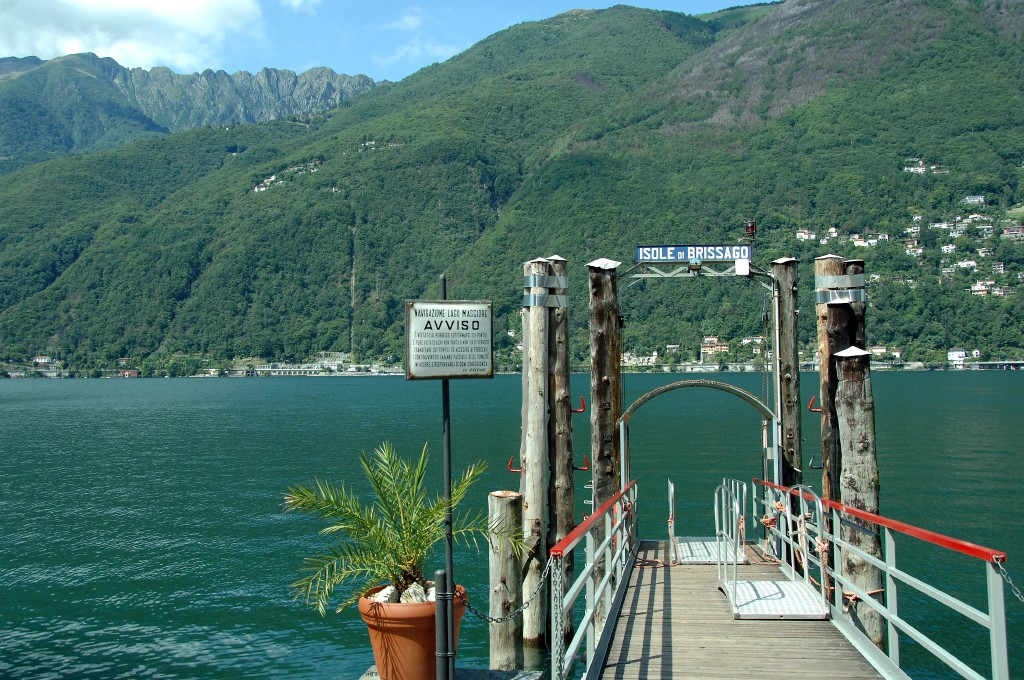
Atraque
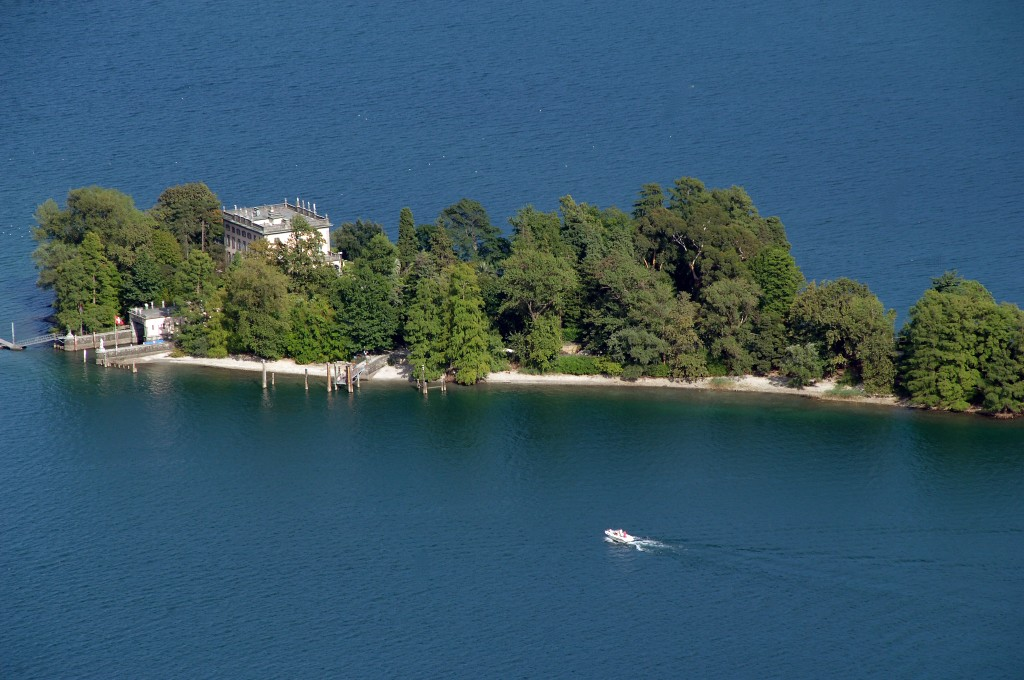
Isola Grande